# Чемпіонат світу з легкої атлетики серед юнаків 2003
III чемпіонат світу з легкої атлетики серед юнаків, котрий відбувся з 9 по 13 липня 2003 року, приймало місто Шербрук, Квебек, Канада. У змаганнях брали участь спортсмени не старші 17 років (1986 р.н. та молодші).

## Призери змагань

### Хлопці
| Дисципліна                         | Золото                               | Золото      | Срібло                                      | Срібло      | Бронза                            | Бронза      |
| ---------------------------------- | ------------------------------------ | ----------- | ------------------------------------------- | ----------- | --------------------------------- | ----------- |
| 100 м                              | Ягья Аль-Ґахес Саудівська Аравія     | 10.69       | Ягья Хассан Хабіб Саудівська Аравія         | 10.73       | Крейґ Пікерінґ Велика Британія    | 10.85       |
| 200 м                              | Усейн Болт Ямайка                    | 20.40 CR    | Майкл Ґрант США                             | 21.04       | Джамаль Алерт-Хан Велика Британія | 21.35       |
| 400 м                              | Наґмельдін Алі Абубакр Судан         | 46.10 CR    | Седрік Ґудман США                           | 46.42       | Желько Вінчек Хорватія            | 47.45       |
| 800 м                              | Мохаммед Аль-Салхі Саудівська Аравія | 1:48.79 CR  | Бернард Кіптануі Кіптум Кенія               | 1:49.14     | Абрагам Кіпнґетіч Нґено Кенія     | 1:49.17     |
| 1500 м                             | Бенсон Марріаний Ешо Кенія           | 3:44.94 PB  | Самсон Кіплаґат Нґетіч Кенія                | 3:45.13     | Ісаак Мбояза ПАР                  | 3:48.05 PB  |
| 3000 м                             | Ауґустін Кіпроно Чоґе Кенія          | 7:52.53     | Таріку Бекеле Ефіопія                       | 7:54.71 PB  | Шимеліс Ґірма Ефіопія             | 7:55.12 PB  |
| 110 м з бар'єрами (0,914 м)        | Джейсон Річардсон США                | 13.29 WYL   | Мубарак Аль-Мабаді Саудівська Аравія        | 13.41 PB    | Александр Джон Німеччина          | 13.50 PB    |
| 400 м з бар'єрами (0,840 м)        | Джейсон Річардсон США                | 49.91 WYL   | Вутер ле Ру ПАР                             | 50.85 PB    | Джамааль Чарльз США               | 51.48 PB    |
| 2000 м з перешкодами               | Роналд Кіпчумба Рутто Кенія          | 5:30.27 WYB | Юстус Кіпчірчір Кіпроно Кенія               | 5:31.24 PB  | Кріс Вінтер Канада                | 5:44.23 PB  |
| Спортивна ходьба на 10 000 м       | Александр Прохоров Росія             | 42:16.16 CR | Макото Савада Японія                        | 42:17.62 PB | В'ячеслав Головін Росія           | 42:37.15 SB |
| Змішана естафета (100+200+300+400) | США                                  | 1:52.03 WYL | Польща                                      | 1:53.08 SB  | Японія                            | 1:53.11 SB  |
| Висота                             | Мартін Ґюнтер Німеччина              | 2.11        | Олександр Нартов Україна                    | 2.11        | Хіраку Тсучія Японія              | 2.11        |
| Жердина                            | Ґерман Кьяравільйо Аргентина         | 5.15        | Дмитро Стародубцев Росія                    | 5.10 PB     | Стівен Льюіс Велика Британія      | 5.05 PB     |
| Довжина                            | Наохіро Шинада Японія                | 7.61        | Ів Рено Франція                             | 7.44        | Ахмед Аль-Шарфа Саудівська Аравія | 7.15        |
| Потрійний                          | Денніс Фернандес Куба                | 15.77       | Муса Абду Алкам Кваркаран Саудівська Аравія | 15.60 PB    | Мохамед Аббас Дарвіш ОАЕ          | 15.55       |
| Ядро (5 кг)                        | Фенґ Лю КНР                          | 21.45 WYB   | Кайл Гелф Канада                            | 20.79 PB    | Амін Аль-Араді Саудівська Аравія  | 19.69 PB    |
| Диск (1,5 кг)                      | Ронні Баклі Австралія                | 64.34 CR    | Джан Ву КНР                                 | 63.18 PB    | Яо-Ху Ванґ Китайський Тайбей      | 60.00       |
| Молот (5 кг)                       | Міхаіл Левін Росія                   | 76.41       | Крістоф Немет Угорщина                      | 75.59       | Сандор Палгеґі Угорщина           | 75.47 PB    |
| Спис (700 гр)                      | Жуліо Сезар де Олівейра Бразилія     | 81.16 CR    | Джон Роберт Остхюйзен ПАР                   | 81.07 PB    | Ралду Потґітер ПАР                | 75.56 PB    |
| Восьмиборство                      | Андреш Сілва Уругвай                 | 6456 WYB    | Андрей Краучанка Білорусь                   | 6366        | Лукаш Патера Чехія                | 6316 PB     |

### Дівчата
| Дисципліна                         | Золото                         | Золото      | Срібло                                        | Срібло       | Бронза                              | Бронза     |
| ---------------------------------- | ------------------------------ | ----------- | --------------------------------------------- | ------------ | ----------------------------------- | ---------- |
| 100 м                              | Джессіка Оньєпунука США        | 11.31 CR    | Крістін Лейсі США                             | 11.50        | Келлі-Енн Баптіст Тринідад і Тобаго | 11.58      |
| 200 м                              | Аннейша Маклафлін Ямайка       | 23.26       | Кортні Чемпіон США                            | 23.56        | Клео Тайсон США                     | 23.67      |
| 400 м                              | Наташа Гастінгс США            | 53.41       | Антоніна Кривошапка Росія                     | 53.54 PB     | Джеймі-Лі Гоберґен-Старр Австралія  | 53.78 PB   |
| 800 м                              | Марія Шапаєва-Журавльова Росія | 2:03.40 CR  | Ольга Крістя Молдова                          | 2:04.30 PB   | Ларіса Арсіп Румунія                | 2:04.31 PB |
| 1500 м                             | Алем Текале Ефіопія            | 4:17.41 PB  | Єлена Штіна Латвія                            | 4:17.43      | Джойс Джепкосґей Мусунґу Кенія      | 4:17.65 PB |
| 3000 м                             | Сігам Гілалі Марокко           | 9:12.70 PB  | Паскалія Чепкорір Кіпкоеч Кенія               | 9:13.77      | Юко Могара Японія                   | 9:14.82    |
| 100 м з бар'єрами (0,762 м)        | Саллі Пірсон Австралія         | 13.42       | Латойа Грейвс Ямайка                          | 13.49        | Доменік Меннінґ США                 | 13.60      |
| 400 м з бар'єрами (0,762 м)        | Зузана Гейнова Чехія           | 57.54 CR    | Катерина Костецька Росія                      | 58.37        | Маккензі Гілл США                   | 59.15      |
| Спортивна ходьба на 5 000 м        | Вера Соколова Росія            | 22:50.23    | Енн Лафнейн Ірландія                          | 23:37.00 PB  | Норіко Нішіде Японія                | 23:50.69   |
| Змішана естафета (100+200+300+400) | США                            | 2:03.87 WYL | Ямайка                                        | 2:07.05 PB   | Росія                               | 2:07.52 PB |
| Висота                             | Ірина Коваленко Україна        | 1.92 CR     | Світлана Школіна Росія Аннет Енґель Німеччина | 1.86 1.86 PB | —                                   |            |
| Жердина                            | Ліза Рижих Німеччина           | 4.05        | Світлана Макаревіч Білорусь                   | 4.00 PB      | Шармейн Лукок Австралія             | 4.00 PB    |
| Довжина                            | Крістіне Спатару Румунія       | 6.41 CR     | Деніса Росолова Чехія                         | 6.40 PB      | Ганна Демидова Україна              | 6.15       |
| Потрійний                          | Крістіне Спатару Румунія       | 13.86 CR    | Еліна Торро Фінляндія                         | 12.95        | Алкі-Івоні Аскітополу Греція        | 12.93 PB   |
| Ядро                               | Лімін Жанґ КНР                 | 15.60 WYL   | Маґдалена Собежчек Польща                     | 15.42 PB     | Марлі Кньотце ПАР                   | 15.10      |
| Диск                               | Лісандра Родріґез Куба         | 48.56       | Джулі Беннелл Австралія                       | 48.32        | Крістіна Ґегріґ Німеччина           | 48.31      |
| Молот                              | Валентіна Срша Хорватія        | 61.18       | Марія Беспалова Росія                         | 57.81        | Джоганна Гоппе Німеччина            | 56.46      |
| Спис                               | Жуан Ксюе КНР                  | 56.82 CR    | Бо-ра Шин Південна Корея                      | 53.74 PB     | Вівіан Циммер Німеччина             | 52.20      |
| Семиборство                        | Маріса де Анісето Франція      | 5458        | Сара Керн Німеччина                           | 5445         | Марина Гончарова Росія              | 5338 PB    |

## Медальний залік
|  | Господарі змагань |

| Місце  | Країна            | Золото | Срібло | Бронза | Загалом |
| ------ | ----------------- | ------ | ------ | ------ | ------- |
| 1      | США               | 6      | 4      | 4      | 14      |
| 2      | Росія             | 4      | 5      | 3      | 12      |
| 3      | Кенія             | 3      | 4      | 2      | 9       |
| 4      | КНР               | 3      | 1      | 0      | 4       |
| 5      | Саудівська Аравія | 2      | 3      | 2      | 7       |
| 6      | Німеччина         | 2      | 2      | 4      | 8       |
| 7      | Ямайка            | 2      | 2      | 0      | 4       |
| 8      | Австралія         | 2      | 1      | 2      | 5       |
| 9      | Румунія           | 2      | 0      | 1      | 3       |
| 10     | Куба              | 2      | 0      | 0      | 2       |
| 11     | Японія            | 1      | 1      | 4      | 6       |
| 12     | Ефіопія           | 1      | 1      | 1      | 3       |
| 12     | Україна           | 1      | 1      | 1      | 3       |
| 12     | Чехія             | 1      | 1      | 1      | 3       |
| 15     | Франція           | 1      | 1      | 0      | 2       |
| 16     | Хорватія          | 1      | 0      | 1      | 2       |
| 17     | Аргентина         | 1      | 0      | 0      | 1       |
| 17     | Бразилія          | 1      | 0      | 0      | 1       |
| 17     | Марокко           | 1      | 0      | 0      | 1       |
| 17     | Судан             | 1      | 0      | 0      | 1       |
| 17     | Уругвай           | 1      | 0      | 0      | 1       |
| 22     | ПАР               | 0      | 2      | 3      | 5       |
| 23     | Білорусь          | 0      | 2      | 0      | 2       |
| 23     | Польща            | 0      | 2      | 0      | 2       |
| 25     | Угорщина          | 0      | 1      | 1      | 2       |
| 25     | Канада            | 0      | 1      | 1      | 2       |
| 27     | Ірландія          | 0      | 1      | 0      | 1       |
| 27     | Південна Корея    | 0      | 1      | 0      | 1       |
| 27     | Латвія            | 0      | 1      | 0      | 1       |
| 27     | Молдова           | 0      | 1      | 0      | 1       |
| 27     | Фінляндія         | 0      | 1      | 0      | 1       |
| 32     | Велика Британія   | 0      | 0      | 3      | 3       |
| 33     | Греція            | 0      | 0      | 1      | 1       |
| 33     | ОАЕ               | 0      | 0      | 1      | 1       |
| 33     | Китайський Тайбей | 0      | 0      | 1      | 1       |
| 33     | Тринідад і Тобаго | 0      | 0      | 1      | 1       |
| Всього | Всього            | 39     | 40     | 38     | 117     |